# Vladimir de Bulgaria
Vladimir (en búlgaro: Владимир Расате, en griego: Βαλδίμερ) fue rey de Bulgaria de 889 a 893.
Se convirtió en rey de Bulgaria cuando su padre, Boris I, decidió retirarse a un monasterio, después de haber reinado durante 36 años. Según algunos, el motivo de este retiro fue puramente religioso; para otros, fue consecuencia de haberse visto afectado por una grave enfermedad.
Vladimir -llamado Rasatte antes de la conversión de su padre y del estado búlgaro al cristianismo, en 862- era el hijo mayor de Boris, y fue elegido para sucederle en el trono. No fue, sin embargo, tan popular como su padre. En el año 892 firmó una alianza con el rey germano Arnulfo de Carintia en contra de la Gran Moravia e, indirectamente también, del Imperio bizantino, distanciándose así de la política pro-bizantina que había sido característica del reinado de su padre. Además, se propuso evitar la sincretización del tengrianismo con el cristianismo, ya que creía que el segundo diluiría la nacionalidad búlgara en favor de Bizancio, por lo que persiguió el cristianismo, impuesto por su predecesor. Este hecho es descrito por Constantino de Preslav en su Evangelio Didáctico. Vladimir inició el proceso de destrucción de templos cristianos y persecución de clérigos, dado que los creía instrumentos de Bizancio y de los esfuerzos de este imperio por influenciar en el reino Búlgaro. 
Estas acciones produjeron el descontento de sus súbditos. Su padre salió del monasterio y asumió el trono por segunda vez. Ordenó que su hijo Vladimir fuese apresado y cegado, y colocó en el trono a su tercer hijo, Simeón.